# Scandinavian America Line

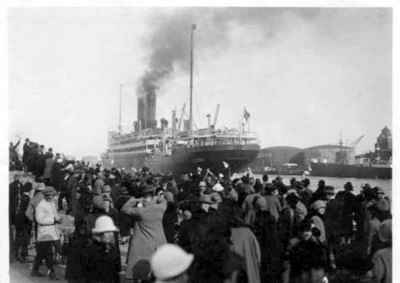
De S.S. Fredrik VIII vertrekt uit Kopenhagen in oktober 1925

Scandinavian America Line (Deens: Skandinavien-Amerika-Linien, SAL) was een Deense rederij die actief was in passagierstransport tussen Scandinavië en Staten van de Verenigde Staten. Het was een voorloper van DFDS Seaways. De oprichting in 1898 was het gevolg van de overname van Thingvalla door Det Forenede Dampskibs-Selskap (DFDS). SAL was actief tot 1935. 

## Schepen
- SS United States (1903)
- Fredrik VIII